# Amélie Legallois
Pour les articles homonymes, voir Legallois.
Amélie Marie Antoinette Legallois est une danseuse française née à Paris le 1er juillet 1801 et morte à Paris 9e le 28 février 1870,.
Élève de Jean-François Coulon à l'école de ballet de l'Opéra de Paris, elle danse déjà les rôles d'enfants en 1808 dans Les Amours d'Antoine et de Cléopâtre de Jean-Pierre Aumer. Elle fait ses débuts officiels à l'Opéra le 6 septembre 1822 dans Clari, ballet de Louis Milon.
Rivale de Lise Noblet pendant quinze ans, elle partage avec elle la plupart des rôles qu'Émilie Bigottini avait assurés jusqu'à sa retraite en 1823.
Legallois danse notamment dans Zémire et Azor de Deshayes (1824), La Somnambule d'Aumer (1827), La Belle au bois dormant du même (1829), Manon Lescaut du même (1830), La Révolte au sérail de Taglioni (1833), La Tempête de Coralli (1834), L'Île des pirates d'Henry (1835), La Fille du Danube de Taglioni (1836) et Le Diable boiteux de Coralli (1836).
Bien qu'elle danse souvent les premiers et seconds rôles, Legallois ne parviendra jamais à s'imposer vraiment et restera sa carrière durant dans l'ombre de sa rivale, jusqu'à sa retraite en 1837.
Elle avait été la maîtresse de l'ambassadeur de France à Saint-Pétersbourg. Jacques Alexandre Law de Lauriston, général français pendant le Premier Empire, mourut dans ses bras le 10 juin 1828.